# 軽騎兵 (オペレッタ)
『軽騎兵』（けいきへい、ドイツ語: Die leichte Kavallerie）は、フランツ・フォン・スッペが1866年に作曲・初演した2幕からなるオペレッタ。現在オペレッタそのものが上演されることはないと言っていいが、序曲は非常に有名で、スッペの代表作になっているのみならず、クラシック音楽の枠を越えて広く知られている。

## 概要
前年に上演された『美しきガラテア』と同様、ウィーンのレオポルトシュタットにあるカール劇場 (Carltheater) のために書かれた。リブレットはカール・コスタ (de:Karl Costa) による。
作品にはハンガリー人の軽騎兵が登場し、ジプシー風の音楽が多用されている。
1866年3月21日（24日とも）にカール劇場で初演された。

## あらすじ

### 第1幕
ヴィルマは孤児であったが市によって保護され、美人に育った。町の男たちは妻帯者もヴィルマに惚れていた。市長ブムスの妻のオイラリアとパンクラツの妻のアポロニアはヴィルマの素行の悪さを示す証拠を示して彼女を市から追放することを要求するが、ブムスとパンクラツもひそかにヴィルマに惚れていたためにそれを止めようとする。一方、ヴィルマ本人はヘルマンと愛しあっていた。そこへヤーノシュ率いるハンガリー人軽騎兵の一団がやってくる。

### 第2幕
第1場：ヘルマンはヴィルマとの結婚の許可をブムスに求めるが、ヴィルマを我がものにしようと思っていたブムスは許さない。ヘルマンは絶望して軽騎兵に加わろうとする。事情を知ったヤーノシュは町の人々を懲らしめようと一計を案じ、まずオイラリアを誘惑して夜に逢い引きすることを約束する。次にブムスやパンクラツにはヴィルマが待っていると嘘をついて逢い引きの場所に送りこむ。さらにアポロニアが逢い引きを目撃するように仕組む。
第2場：夜、逢い引きの場所でブムス、パンクラツ、オイラリア、アポロニアその他がはちあわせして大騒ぎになる。
ヤーノシュにはかつて結婚できなかった恋人があった。ところが彼女が歌っていた歌をヴィルマが歌うのを聞き、ヤーノシュは彼女が自分の実の娘であることを知る。ヤーノシュはブムスに命令してヘルマンとヴィルマの結婚を認めさせる。軽騎兵たちは町を去る。

## 音源
序曲の録音は無数にあるが、それ以外の部分についてはほとんど音源がない。マックス・シェーンヘル指揮ウィーン放送交響楽団による録音が存在する。

## 軽騎兵序曲
序曲は単独で演奏されることが多い。演奏時間は7分強で、以下の部分にわかれる。
1. マエストーソ、イ長調4⁄4拍子。トランペットによる荘重なファンファーレ。
2. アレグロ、イ短調4⁄4拍子。ヴァイオリンによる高速な楽句。
3. アレグレット・ブリッランテ、イ長調6⁄8拍子。馬のギャロップを模した金管楽器による有名なメインテーマが登場する。
4. アンダンティーノ・コン・モート、イ短調4⁄4拍子。ジプシー風の哀愁を込めた楽句。
5. ギャロップが戻ってくる。冒頭のファンファーレが曲の最後に形を変えて再現する。

### 編成
フルート、ピッコロ、オーボエ2、クラリネット2、ファゴット2、ホルン4、トランペット2、トロンボーン3、スネアドラム、バスドラム、シンバル、弦5部。
実際には楽器数を増して演奏されることが多い。

## 使用
- 1931年に台本作家のハンス・ボーデンシュテット (de:Hans Bodenstedt) によって同じ題で新しい3幕版のオペレッタが作られた。スッペの音楽を使っているが、話は異なっている。
- 1935年のドイツ映画『軽騎兵』 (Light Cavalry (1935 German film)) でスッペの音楽が使用されている。ただし筋はオペレッタとは無関係。
- 1942年のディズニーのアニメーション映画『ミッキーのオーケストラ』ではミッキーマウスの指揮するオーケストラが『軽騎兵序曲』を演奏する。
- 1980年の黒澤明監督の映画『影武者』で音楽を担当した池辺晋一郎に対し、黒澤は『軽騎兵序曲』を元に音楽を作れと言ったという[3]。予告編では実際にペール・ギュントとともに軽騎兵序曲が使われていた。
- フランク・ザッパの1988年のアルバム『ブロードウェイ・ザ・ハード・ウェイ』に収める曲「ジーザス・シンクス・ユーアー・ア・ジャーク」では途中で曲が軽騎兵序曲に変化する。
- 2023年のテレビアニメ『青のオーケストラ』第3話で演奏されている[4]。
- 広島東洋カープの応援に『軽騎兵序曲』の冒頭のファンファーレ部分が使用される。
- いくつかのテレビ・コマーシャルにも使われている。